# Тит Пактумей Магн
Тит Пактумей Магн (на латински: Titus Pactumeius Magnus) е политик и сенатор на Римската империя през 2 век.

## Биография
Пактумеите са сенаторска фамилия от Северна Африка. Вероятно е роднина на Публий Пактумей Клемент (суфектконсул 138 г.) и на Луций Куспий Пактумей Руфин (консул 142 г.), който е дядо на Луций (или Гай) Куспий Руфин (консул 197 г.).
През 183 г. Пактумей е суфектконсул заедно с Луций Септимий Флак.